# Tukárám
Tukárám či Tuka (1608 nebo 1607 – kolem 1649) byl indický básník a hinduistický mystik. Je hinduisty považován za svatého a je jedním z hlavních představitelů kultury Marátské říše.

## Život
Tukárám pocházel z nízké kasty z rodiny obchodníků s obilím, sám byl nejdříve obchodníkem a otcem rodiny. Modlil se k Višnuovi, aby se znovu nenarodil jako zvíře, protože jako zvíře by už nemohl prosit za to, aby se narodil jako člověk. Později se obrátil k bhakti (lásce k Bohu), opustil svou rodinu, naučil se číst a žil v chrámech. Ponořil se do Bhagavtupurány bráhmanského maráthského učence Eknatha (1555–1599) a sám začal tvořit a zpívat ve verších.
Během meditace prý obdržel božské pověření napsat milion veršů o Bohu. Napsal celkem 6000 náboženských básní (abhangů). Jeho úspěch ovšem vyvolal odpor brahmínů. Podle tradice Tukárám nezemřel, ale mysticky se rozpustil ve světle a vzduchu.

## Dílo
Tukárám byl důležitým představitelem bhaktismu, jehož nejvyšším cílem je láska k Bohu. Věřil, že člověka posvěcuje pouze oddanost Bohu, nikoli příslušnost k vysoké kastě. "Kastovní hrdost nikdy nikoho neposvětila, říká Tuka, ale nedotknutelní překročili oceán života díky oddanosti Bohu."
Básníkův život byl námětem historicky významného indického filmu Sant Tukaram (1936).